# Anticomitas
Anticomitas é um gênero de gastrópodes pertencente a família Pseudomelatomidae.

## Espécies
- Anticomitas vivens Powell, 1942